# Pseudogekko pungkaypinit
Pseudogekko pungkaypinit — вид геконоподібних ящірок родини геконових (Gekkonidae). Ендемік Філіппін. Описаний у 2014 році.

## Поширення і екологія
Pseudogekko pungkaypinit мешкають на островах Лейте, Бохоль, Мінданао і Самар. Вони живуть у вологих рівнинних тропічних лісах. Ведуть переважно деревний спосіб життя, зустрічаються на висоті 2-4 м над землею.